# Pematang Simalungun
Pematang Simalungun is een bestuurslaag in het regentschap Simalungun van de provincie Noord-Sumatra, Indonesië. Pematang Simalungun telt 9726 inwoners (volkstelling 2010).